# CIRAS

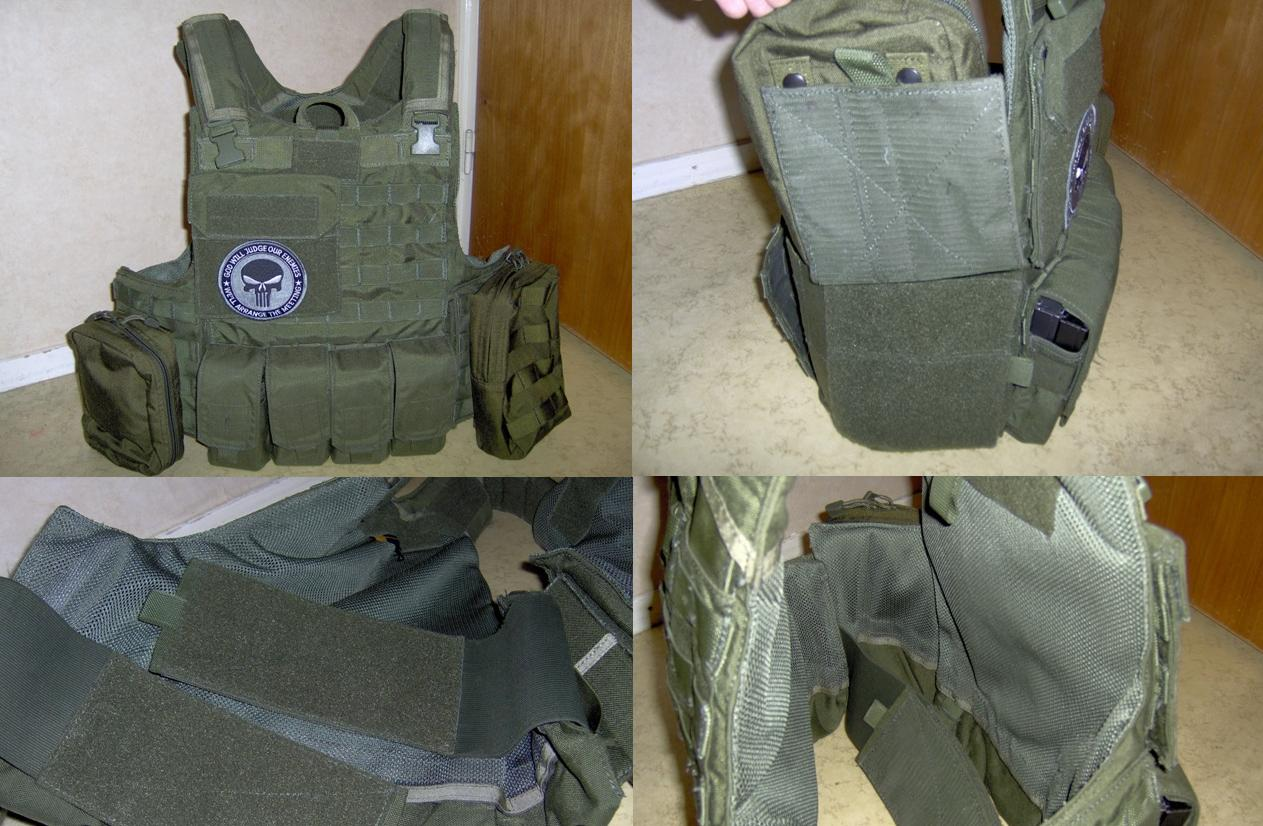
CIRAS

CIRAS（Combat Integrated Releasable Armor System,サイラス）は、Eagle Industries(イーグル・インダストリーズ)社がアメリカ特殊作戦軍用に開発したボディアーマー。
細部の異なるLand version（CMS-MC-CIRAS）と Maritime version（CMS-MAR-CIRAS）の2種類が存在しており、前者は主に75th rangerなどの陸軍系部隊に、後者はネイビーシールズなどの水上で使用することの多い部隊に納入された。

## 概要
CIRASの本体は、磨耗に強い1000デニールコーデュラで作られており、裏地は通気性を確保するためメッシュになっている。PALSウェビングを全面に装備しており、任務に応じて弾倉や手榴弾、無線機などのポーチを装着することができる。前面と後面には、拳銃弾を阻止可能なBALCSソフトアーマーパネルと、小銃弾を阻止可能なセラミックプレートを挿入することが可能で、さらに前面の下部には股間を防護するグローインアーマーを装着するための2つのサイドリリースバックルが付属している。
名称にもあるように、CIRASにはクイックリリース機能が付与されている。これは、CIRASの各パーツを固定しているワイヤーにつながったプルを引き抜きCIRASをすばやく分解する機能で、負傷や落水した際に使用される。
イーグル社はカラーバリエーションとして、カーキ、レンジャーグリーン、オリーブドラブ、ブラック、コヨーテブラウン、UCP、マルチカムを販売しており、民生品向けのメーカータグにはコントラクト・ナンバーが記されていない。
米国の特殊部隊向け装備品メーカーのパラクレイト社が作成したRAVボディーアーマーのコピーがCIRAS(land version)の原型であり、パラクレイト社の抗議によりイーグル社が細部を変更し、現行のCIRASが誕生した。
ネイビーシールズでは2004年頃から使用が開始され、その他多くの特殊部隊でも採用されたが、アメリカ軍ではLBT-6094やMBAVなどの新型アーマーによって更新が行われている。